# Kaspars Petrovs
Kaspars Petrovs (ur. 1978) – łotewski seryjny morderca zwany Dusicielem z Rygi. Zamordował w okolicach Rygi 13 starszych kobiet. Za zbrodnie został skazany na dożywocie.
Petrovs był bezdomnym. Przed zbrodniami zawsze śledził swe ofiary. Atakował, gdy wchodziły do swoich mieszkań lub podawał się za pracownika gazowni. Po zabójstwach zawsze okradał swoje ofiary. W lutym 2003 roku został aresztowany pod zarzutem zamordowania pięciu kobiet. W czasie przesłuchania przyznał się jednak do ponad trzynastu morderstw. Kilka dni później został oskarżony o uduszenie ponad trzydziestu ośmiu staruszek w latach 2000–2003. Jednak władze z braku dowodów oskarżyły go tylko o zbrodnie, do których się przyznał.
W czasie rozprawy Kaspars Petrovs przeprosił rodziny swoich ofiar i poprosił o przebaczenie. 12 maja 2005 roku został skazany na karę dożywocia.